# Adam Szydłowski (inżynier)
Adam Szydłowski (1860 we Żurawłycha, zm. 1916) – polski inżynier, współzałożyciel i pierwszy prezydent miasta Harbin w Mandżurii. 

## Życiorys
Na początku 1898 Główny Zarząd Budowy Kolei Wschodniochińskiej podjął decyzję o wysłaniu do Mandżurii ekspedycji technicznej, aby znalazła nad rzeką Sungari odpowiednią miejscowość, w której można zorganizować pomieszczenie dla administracji. Adam Szydłowski stanął na czele ekspedycji, która wyruszyła 8 marca 1898 z Władywostoku i 10 kwietnia 1898 dotarła do Aszyche (obecnie Acheng, jedna z dzielnic Harbinu). Następnego dnia Szydłowski podjął decyzję o budowie w tej okolicy miasta Harbin. W kwietniu 1898 Szydłowski zakupił za 12 tysięcy łanów (453,6 kilogramów) srebra gorzelnię zwaną Sian-Fan, która była nieczynna z powodu obrabowania jej przez hunhuzów. Tam utworzono następnie siedzibę administracji Kolei Wschodniochińskiej. W maju 1898 do Harbina przybyli inżynierowie i urzędnicy budowy kolei, którzy zasiedlili miasto.